# Peronedys anguillaris
Peronedys anguillaris is een straalvinnige vissensoort uit de familie van beschubde slijmvissen (Clinidae). De wetenschappelijke naam van de soort is voor het eerst geldig gepubliceerd in 1883 door Steindachner.